# Животни простор (психологија)
Животни простор је у Левиновој теорији поља, целокупна психолошка стварност, свеукупност чињеница које утичу или могу да утичу на понашање неког појединца. Животни простор обухвата све оно што социјални радник треба да зна да би разумео конкретно понашање јединке у актуелној социјалној средини.